# Drymoglossum schlechteri
Drymoglossum schlechteri là một loài dương xỉ trong họ Polypodiaceae. Loài này được Hieron. & Brause mô tả khoa học đầu tiên năm 1920.
Danh pháp khoa học của loài này chưa được làm sáng tỏ. 